# História Natural Universal e Teoria dos Céus
História Natural Universal e Teoria dos Céus (em alemão:  Allgemeine Naturgeschichte und Theorie des Himmels), com o subtítulo ou uma tentativa de explicar a origem constitucional e mecânica do universo sobre princípios newtonianos, é uma obra escrita e publicada anonimamente por Immanuel Kant em 1755.
De acordo com Kant, o Sistema Solar é apenas uma versão menor dos sistemas estelares fixos, como a Via Láctea e outras galáxias. A cosmogonia que Kant propõe está mais próxima das ideias aceitas hoje do que a de alguns de seus pensadores contemporâneos, como Pierre-Simon Laplace. Além disso, o pensamento de Kant neste volume é fortemente influenciado pela teoria atomista, além das ideias de Lucrécio.

## Antecedentes
Kant tinha lido uma revisão de 1751 de Thomas Wright a Uma teoria original ou nova hipótese do Universo (1750), e ele creditou isso por inspirá-lo a escrever a História Natural Universal.
Kant respondeu ao apelo do Prêmio da Academia de Berlim em 1754 com o argumento de que a gravidade da Lua acabaria por fazer com que seu bloqueio de maré coincidisse com a rotação da Terra. No ano seguinte, ele expandiu esse raciocínio para a formação e evolução do Sistema Solar na História Natural Universal.
Dentro do trabalho Kant cita Pierre Louis Maupertuis, que discute seis objetos celestes brilhantes listados por Edmond Halley, incluindo Andrômeda. A maioria delas são nebulosas, mas Maupertuis observa que cerca de um quarto delas são coleções de estrelas – acompanhadas por brilhos brancos que seriam incapazes de causar por conta própria. Halley aponta para a luz criada antes do nascimento do Sol, enquanto William Derham "compara-os a aberturas através das quais brilha outra região imensurável e talvez o fogo do céu". Ele também observou que as coleções de estrelas eram muito mais distantes do que as estrelas observadas ao seu redor. Johannes Hevelius observou que os pontos brilhantes eram maciços e achatados por um movimento de rotação; eles são de fato galáxias.

## Conteúdo
Kant propõe a hipótese nebular, na qual os sistemas solares são o resultado de nebulosas (nuvens interestelares de poeira) coalescendo em discos de acreção e formando sóis e seus planetas. Ele também discute cometas e postula que a Via Láctea é apenas uma das muitas galáxias.
Em uma proposta especulativa, Kant argumenta que a Terra poderia ter tido um anel ao seu redor como os anéis de Saturno. Ele teorizou corretamente que os últimos são feitos de partículas individuais, provavelmente feitas de gelo. Ele cita o anel hipotético como uma possível explicação para "a água sobre o firmamento" descrita na narrativa da criação de Gênesis, bem como uma fonte de água para a narrativa do dilúvio.
O livro de Kant termina com uma expressão quase mística de apreço pela natureza: "No silêncio universal da natureza e na calma dos sentidos, a faculdade oculta do conhecimento do espírito imortal fala uma linguagem inefável e nos dá conceitos não desenvolvidos, que são de fato sentidos, mas não se deixam descrever".

## Traduções
A primeira tradução para o inglês da obra foi feita pelo teólogo escocês William Hastie, em 1900. Outras traduções para o inglês incluem as de Stanley Jaki e Ian Johnston.

## Crítica
Em sua introdução à tradução para o inglês do livro de Kant, Stanley Jaki critica Kant por ser um matemático pobre e minimiza a relevância de sua contribuição para a ciência. No entanto, Stephen Palmquist argumentou que as críticas de Jaki são tendenciosas e "[tudo] que ele mostrou... é que o Allgemeine Naturgeschichte não atende aos padrões rigorosos do historiador da ciência do século XX".